# Indophantes bengalensis
Indophantes bengalensis là một loài nhện trong họ Linyphiidae.
Loài này thuộc chi Indophantes. Indophantes bengalensis được Michael Ilmari Saaristo & Andrei V. Tanasevitch miêu tả năm 2003.